# Ligiarctus eastwardi
Ligiarctus eastwardi är en djurart som tillhör fylumet trögkrypare, och som beskrevs av Jeanne Renaud-Mornant 1982. Ligiarctus eastwardi ingår i släktet Ligiarctus och familjen Halechiniscidae. Inga underarter finns listade i Catalogue of Life.